# Cala s’Almunia
Cala s’Almunia (auch Cala s’Almonia) ist eine kleine Bucht im Südosten der spanischen Baleareninsel Mallorca. Sie befindet sich an der Küste der Gemeinde Santanyí südwestlich des Ortes Cala Llombards in Richtung Cap de Ses Salines, dem Südkap Mallorcas.

## Lage und Beschreibung

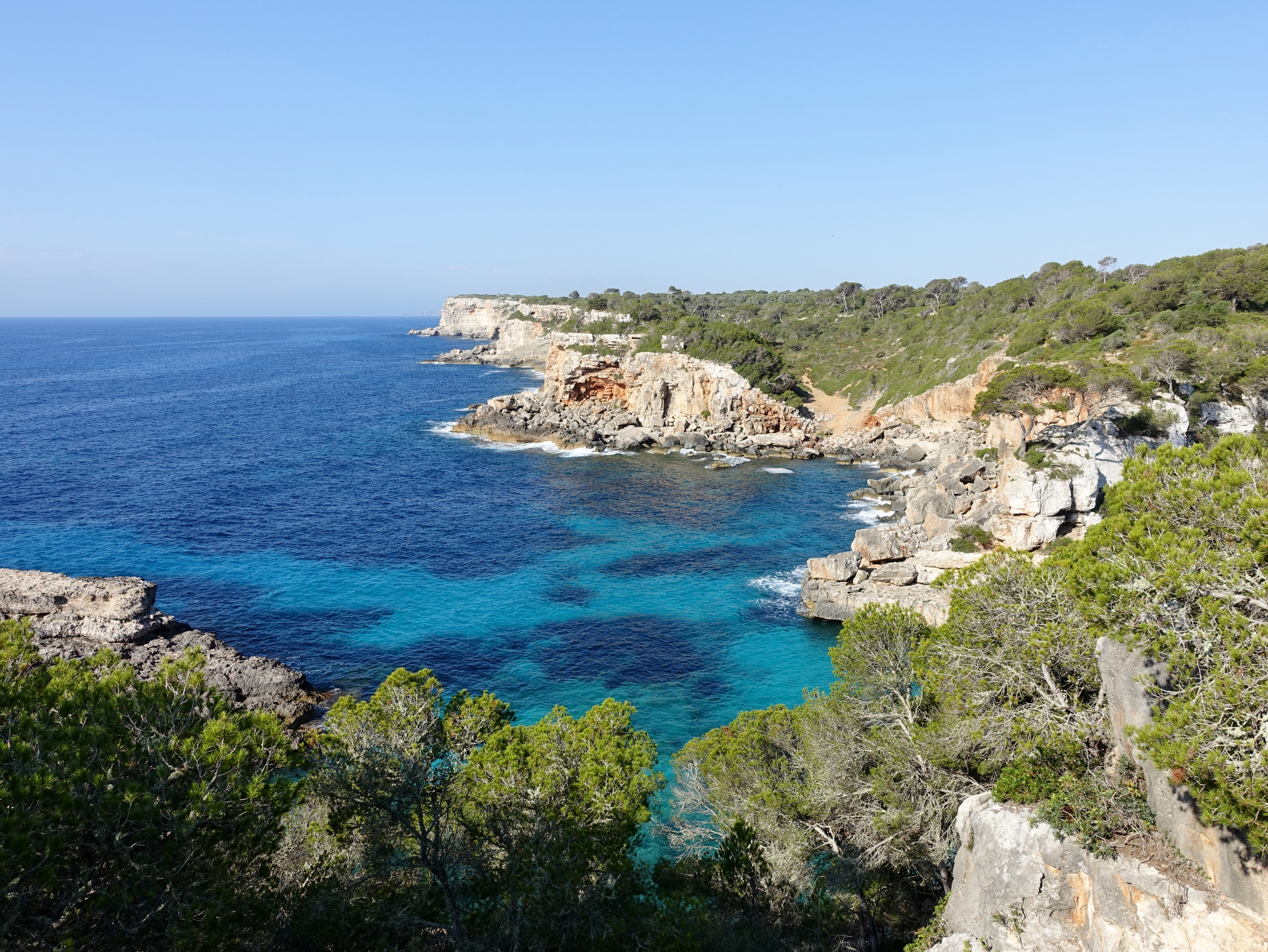
Cala s’Almunia

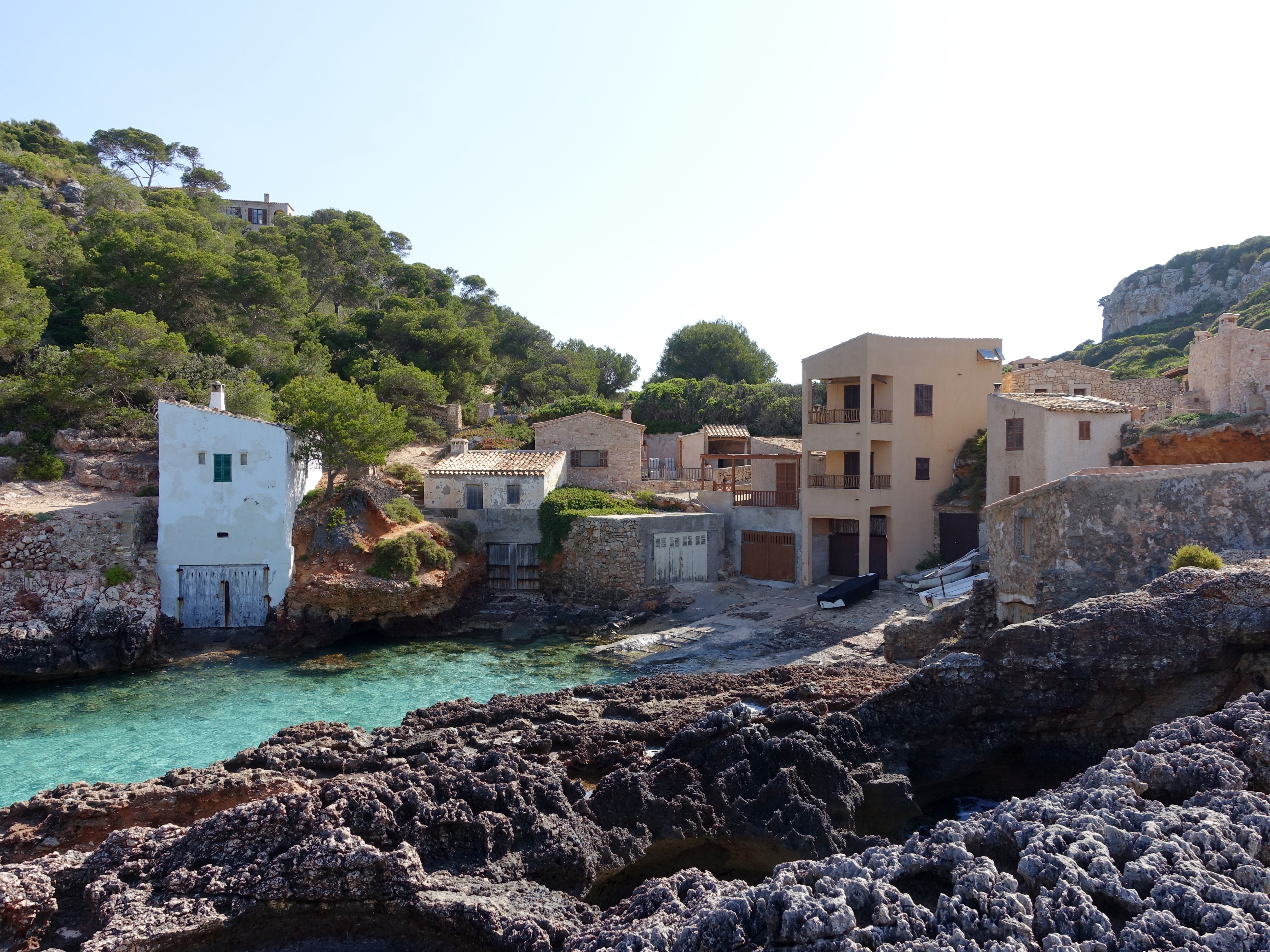
Bebauung an der Ostseite

Die Cala s’Almunia liegt unmittelbar südlich der nach ihr benannten Siedlung S’Almunia oder S’Almonia, die sich etwa 30 Meter über dem Meeresniveau der Bucht befindet. Sie wird von den Kaps es Faralló (südwestlich) und es Castellet de Ponent (nordöstlich) eingefasst. Südwestlich schließt sich ein Naturschutzgebiet vom Typ ANEI (Àrea natural d’especial interès) an, das bis um das Cap de ses Salines reicht. Der Hauptort der Gemeinde Santanyí liegt 4,2 Kilometer nördlich der Cala s’Almunia, der nächste größere Ort Es Llombards 3,5 Kilometer nordwestlich.
An der Nordwestseite der Cala s’Almunia befindet sich der kleine, etwa 10 Meter lange und 30 Meter breite Strand Es Maquer. Er wird durch niedrige Felsen eingerahmt und ist mit weiteren Felsen durchsetzt. Die Größe der Sandfläche variiert. Am Ufer kann es zu Seegrasablagerungen kommen. Im hinteren Bereich des Strandes verläuft der Sturzbach Torrent de s’Almunia. Der Bach, aus Niederschlagswasser gespeist, führt äußerst selten Wasser. An ihm wachsen Kiefern und Strauchwerk.
An der Ostseite der Bucht stehen einige Gebäude, Fischer- und Ferienhäuser mit integrierten Bootsschuppen (katalanisch escars). Durch ein nach Westen vorspringendes Felsenkap im Süden liegen sie gut geschützt vor starker See. Von den Gebäuden führt ein Pfad nach Nordosten zur Caló des Moro, die sich auf einem 40.000 m² großen Privatgrundstück befindet, jedoch frei zugänglich ist.

## Zugang
Von der Straße MA-6100 zwischen Santanyí und Es Llombards der Landstraße Richtung Cala Llombards folgen. Ca. 100 Meter vor Cala Llombards ist links ein Parkplatz, wo man kostenlos parken kann. Die Cala S´Almonia kann ab dort nur von Anwohnern mit dem Auto angefahren werden. Für alle anderen ist der Parkplatz da. Vom Parkplatz bis zur Bucht sind es ca. 25  Minuten Fußmarsch. Der Weg ist ausgeschildert. Von der Carrer des Caló des Moro führt eine Treppe auf 120 Stufen nach Südwesten hinunter zum Ufer der Bucht.